# نامه دانشوران
نامه دانشوران کتابی است که در زمان ناصرالدین‌شاه قاجار زیر نظر علیقلی میرزا (اعتضادالسلطنه) منتشر شد و شامل زندگی‌نامه بسیاری از نامداران علم و ادب و عرفان است. نویسندگان کتاب چهارتن از فضلای برجسته عهد ناصری بودند: شمس‌العلما عبدالرب آبادی،  میرزا ابوالفضل ساوجی، میرزا حسن طالقانی، عبدالوهاب ابن عبدالعلی گلیزوری قزوینی معروف به ملا آقا.
این کتاب در تهران چاپ سنگی شد و هفت جلد از آن منتشر شد. جلد اول آن به خط محمدرضا صفا در ۱۲۹۶ ه‍.ق و جلد هفتم آن که تا حرف ش و شاه نعمت‌الله ولی می‌رسد در ۱۳۲۴ ه‍.ق منتشر شد.
نامه دانشوران معروف‌ترین کار دانشنامه‌ای رجالی قرن سیزدهم قمری در ایران است که به فارسی نوشته شده‌است.

## موضوع اصلی
در این کتاب به شرح حال دانشوران ایرانی و اسلامی پرداخته شده‌است.

## علت نامگذاری
چون این اثر به توصیه ناصرالدین شاه قاجار نوشته شده عنوان «نامه دانشوران ناصری» برای ان برگزیده شده‌است.

## خصوصیات اثر
این کتاب نتیجه کاری گروهی است گرچه کاری ناتمام است و تنها هفت جلد آن به طبع رسیده، اما نخستین تجربه ایرانیان درتدوین دانشنامه‌ای با کار گروهی است و نیز نخستین دانشنامه‌ای است که پایه آن برترتیب الفبایی گذاشته شده نه برحسب موضوع. از نامه دانشوران، دایرةالمعارف‌نویسی درایران از صورت کاری ذوقی بیرون آمد و اساس آن بر جست‌وجو در منابع و مدارک گذاشته شد.

## مؤلفان
نویسندگان این اثر  میرزا ابوالفضل ساوجی (متوفی ۱۲۷۵ ش)، میرزا حسن طالقانی، مؤلف لسان‌العجم، ملا آقا عبدالوهاب قزوینی (متوفی ۱۳۰۶ ق)، پدر علامه قزوینی، و محمدمهدی شمس العلما عبدالرب آبادی، ملقب به شمس‌العلما، (متوفی ۱۳۳۴ ق) بود در این میان، پس از اتمام جلد اول میرزا حسن طالقانی به سبب انتساب به بابیه اخراج شد. به گفته سید رضا صدر بار سنگین این تألیف بر عهده شمس‌العلما بوده و حتی نقل کرده که تمام کتاب به قلم اوست که مطالب را صورت می‌داده و به اصطلاح امروزی ویرایش می‌کرده‌است.

## محتوا
در دستور کار تألیف این اثر، که به منزله شیوه‌نامه در دیباچه آن آمده، از مؤلفان خواسته شده که شرح احوال و اخبار استادان علوم و مشایخ فنون از علمای اسلام و سایر ادیان با نوادر تاریخ و لطایف، حکایات، اشعار برجسته و آثار مهم آنان بر اساس اصول معتبر و مدارک قابل اعتماد، جمع‌آوری و تألیف شود، «مذهب و ملیت در آن مدخلیتی ندارد لذا می‌بینید مسلمان، یهود، گبر، ترسا، عرب و عجم، ترک… در آن یکسان است». پس این اثر دانشنامه‌ای در معرفی بزرگان است. این اثر الفبایی است.

## چاپ
جلد اول و دوم آن در زمان حیات اعتضادالسلطنه در ۱۲۹۶ ق به چاپ رسید. پس از مرگ اعتضادالسلطنه سرپرستی این دانشنامه را محمدحسن خان اعتمادالسلطنه (متوفی ۱۳۱۳ ق) بر عهده گرفت.
جلد یکم این کتاب با حرف الف و با مدخل «ابن بابویه قمی» شروع و جلد هفتم آن، که آخرین جلد است، به حرف «ش» و با مدخل «شاه نعمت‌الله ولی» ختم می‌شود. پس از جلد هفتم انتشار این اثر بازماند. از سخن اعتمادالسلطنه برمی‌آید که جزوه‌های آن را به ناصرالدین شاه نشان می‌داده‌است مقدمه جلد یکم این اثر از شمس‌العلما است. مقدمه جلد پنجم نیز، که پس از مرگ او چاپ شده، از اوست و مقدمه مجلدات دیگر از غیاث‌الدین کاشانی است که از جلد سوم تا جلد هفتم از همکاران این دانشنامه بوده‌است. مقدمه جلد دوم از امین‌الدوله است. از جلد سوم تمامی مجلدات در مقدمه سالنامه دولتی موقت به چاپ رسیده‌است. جلد اول و دوم هر کدام به تنهایی به اندازه مجموع مجلدات از سوم تا هفتم است.

## کیفیت تنظیم
مؤلفان در تنظیم مدخل‌ها تقریباً همة منابع معتبر را در دست داشته‌اند و در معرفی هر کس به منابع تخصیص مراجعه شده‌است؛ مثلاً در معرفی عارفان به منابع عرفانی روی آورده‌اند این اثر اگرچه در زمره زندگی‌نامه هاست، ویژگی‌هایی دارد که می‌توان آن را حد واسط شیوه قدیم و جدید دانشنامه‌نگاری دانست: ۱. نظم آن الفبایی است، در صورتی که آثار پیش از آن همگی موضوعی یا موضوعی ـ الفبایی بوده‌اند؛ ۲. کار تألیف آن گروهی و مکان آن مشخص است، در صورتی که پیش از آن تألیف کتاب‌ها به همت یک نفر انجام می‌گرفت؛ ۳. مقالات آن حامل تحقیقات نویسندگان است و با آثار پیش‌تر که اغلب ذوقی و متکی بر معلومات شخصی یا اطلاعات گذشتگان بود تفاوت عمده دارد. به گفته ملک‌الشعرای بهار این کتاب ناقص ماند و جلد یکم آن شاهکاری از نثر فنی است. نامه دانشوران ناصری در هفت جلد (از الف تا شین) به چاپ رسید (۱۲۹۶–۱۳۲۴ ق). در چاپ دوره قاجار جلد اول در ۱۲۹۶ و ج ۷ تا حرف شین در ۱۳۲۴ چاپ شد و بعداً ادامهٔ طرح- ظاهراً به سبب ایجاد انقلاب مشروطه- متوقف شد.

## چاپ مجدد
چاپ دیگر آن با مقدمهٔ سید رضا صدر در قم در ۱۳۳۸ ش توسط انتشارات دارالفکر منتشر شد.